# Tiempo de trabajo socialmente necesario

El tiempo de trabajo socialmente necesario en la crítica de la economía política de Karl Marx es lo que regula el valor de cambio de las mercancías en el comercio y, en consecuencia, limita a los productores en su intento de economizar mano de obra. No los "guía", ya que sólo puede determinarse después del evento y, por lo tanto, es inaccesible a la planificación futura.
A diferencia de las horas de trabajo individuales en la teoría clásica del valor-trabajo formulada por Adam Smith y David Ricardo, el valor de cambio de Marx se concibe como una proporción (o "parte alícuota") del tiempo de trabajo de la sociedad.
Las "condiciones técnicas de producción, la cualificación de los trabajadores (trabajo simple y trabajo complejo en el sentido de Marx), la organización social del proceso productivo y la escala de producción determinarán la capacidad productiva del trabajo y, en consecuencia, el tiempo socialmente necesario para producir una mercancía".
Marx no definió este concepto en términos computacionalmente rigurosos, permitiendo flexibilidad en su uso en casos específicos para relacionar los niveles promedio de productividad laboral con las necesidades sociales que se manifiestan como una demanda de mercado monetariamente efectiva de mercancías. Además, aunque es axiomático que el insumo de trabajo socialmente necesario determina los valores de las mercancías, el cálculo numérico preciso de tal insumo en relación con el valor de una determinada mercancía, es decir, la regulación empírica de los valores de diferentes tipos de mercancías, es sumamente difícil. debido a circunstancias sociales, físicas o técnicas en constante cambio que afectan el proceso laboral.

## Explicación simplificada del concepto
En una economía de mercado, los gastos laborales que generan productos y la demanda del mercado de esos productos se ajustan constantemente entre sí. Se trata de un proceso complejo en el que las empresas que operan con distintos niveles de productividad y costos unitarios compiten entre sí para responder a la expansión y contracción de la demanda total del mercado de su producción. En el tercer volumen de El capital, Marx analiza cómo el valor de mercado (o "precio de regulación") de un bien puede determinarse en diferentes condiciones de demanda y productividad.
Una determinada masa de nuevo valor se produce en un tiempo determinado, pero si y cómo este nuevo valor se realiza en términos monetarios y se distribuye como ingreso y reinversión, esto finalmente se establece sólo después de que los productos se venden a precios de mercado específicos. Si el mercado de una mercancía tiene un exceso de oferta, entonces se ha gastado más tiempo de trabajo de lo que era socialmente necesario y el valor de cambio cae. Si el mercado de un bien está desabastecido, entonces el tiempo de trabajo invertido en su producción ha sido menor del socialmente necesario y el valor de cambio aumenta.
La definición más simple de tiempo de trabajo socialmente necesario es la cantidad de tiempo de trabajo realizado por un trabajador de habilidad y productividad promedio, trabajando con herramientas de potencial productivo promedio, para producir un bien determinado. Se trata de un "coste laboral unitario medio", medido en horas de trabajo.
Si la productividad promedio es la de un trabajador que produce un bien en una hora, mientras que un trabajador menos calificado produce el mismo bien en cuatro horas, entonces en esas cuatro horas el trabajador menos calificado habrá aportado sólo el valor de una hora en términos del tiempo de trabajo socialmente necesario. Cada hora trabajada por el trabajador no calificado sólo producirá una cuarta parte del valor social producido por el trabajador promedio.
Pero la producción de cualquier mercancía generalmente requiere tanto mano de obra como algunos medios de producción (o bienes de capital) previamente producidos, como herramientas y materiales. La cantidad de trabajo así requerida se denomina trabajo directo invertido en el bien. Sin embargo, los bienes de capital requeridos a su vez han sido producidos (en el pasado) por mano de obra y otros bienes de capital; y así sucesivamente para estos otros bienes de capital, y así sucesivamente. La suma de todas las cantidades de trabajo, que fueron insumos directos en esta serie de bienes de capital que se extienden hacia atrás producidos en el pasado, se denomina insumo de trabajo indirecto en la mercancía. Al juntar los insumos de trabajo directo e indirecto, finalmente se obtiene el insumo de trabajo total en la mercancía, que también puede denominarse trabajo total incorporado en él, o su contenido de trabajo directo e indirecto.
Sin embargo, por "trabajo socialmente necesario" Marx se refiere específicamente al tiempo de trabajo total que en promedio se requiere actualmente para producir un producto. Es este coste laboral actual el que determina el valor de la producción. Así, en un mercado desarrollado, el valor de cambio de Marx se refiere a la cantidad promedio de trabajo vivo que debe realizarse en las condiciones actuales para producir una mercancía. Estas condiciones cambian incesantemente, tanto en relación con la calidad de la mano de obra, la calidad de la maquinaria, la calidad de la distribución y los volúmenes de mano de obra, maquinaria y ventas en la rama, por lo que estimar las necesidades "actuales" es en gran medida un ejercicio de aproximación y depende de las escalas involucradas. También en el capítulo 3 de El Capital Marx distingue por “socialmente necesario” como trabajo social que se está dispuesto a entregar a cambio de determinada mercancía (en referencia a la demanda).

## Funcionamiento de la ley del valor
Si los productores producen mercancías por debajo del costo laboral socialmente promedio, obtienen ganancias adicionales al venderlas a los precios vigentes en el mercado y, a la inversa, aquellos que producen por encima de este costo sufren una pérdida proporcional. Por lo tanto, existe un incentivo constante para reducir los costos laborales aumentando la productividad de la fuerza laboral.
Esto se puede lograr mediante una mayor explotación, economía de costos y mejores equipos. El efecto a largo plazo es que se necesita cada vez menos tiempo de trabajo para producir un bien. Por lo general, las empresas no pueden hacer mucho para reducir sus costos fijos de insumos, porque rara vez están bajo su control. Pero siempre pueden intentar reducir sus costos laborales.
Por tanto, el "trabajo socialmente necesario" se refiere al menos a tres relaciones económicas:
- entre la productividad específica de un productor y la productividad media de su ramo;
- entre los resultados de la rama de producción y las necesidades sociales manifestadas en la demanda monetaria efectiva; y
- entre la producción de un productor y la producción de toda la rama (que puede venderse).

En otras palabras, tenemos que distinguir entre
- tiempo de trabajo necesario para la producción de una cantidad determinada de una mercancía; esta cantidad define el valor agregado de la producción, que surge de la naturaleza de una mercancía como portadora de valor de cambio;
- la cantidad de tiempo de trabajo socialmente necesario para producir la cantidad apropiada del producto, es decir, la cantidad de un producto que al precio de producción satisface la demanda efectiva del mismo; esta cantidad define la correspondencia entre la cantidad total de la mercancía producida como uso- valores y la demanda efectiva de esos valores de uso.

El primero determina el valor unitario de las mercancías y, por tanto, su precio de producción, y el segundo determina la discrepancia entre la oferta real y la demanda efectiva, de ahí la discrepancia entre el precio de mercado y el precio de producción.

## Marx y Ricardo
La teoría del valor marxista trata el valor económico, es decir, el valor de cambio, como un atributo de los productos / mercancías de trabajo que existe en virtud de las relaciones sociales de producción en el modo de producción capitalista. Por tanto, el valor es una característica puramente social de las mercancías. La sustancia del valor de una mercancía es una cantidad determinada de trabajo social.
Es decir, la existencia de valor de cambio presupone relaciones sociales entre personas organizadas en una sociedad. El "tiempo de trabajo socialmente necesario" resume esta "relación" esencial del valor: es tiempo de trabajo evaluado en relación con las necesidades sociales, no simplemente tiempo de trabajo realizado.
Esta distinción separa a Marx de otros economistas políticos, pero a menudo se pasa por alto en las explicaciones de la teoría del valor de Marx. Marx entendió que el lector ocasional podría tratar erróneamente su categoría como intercambiable con su predecesora ricardiana, y en ediciones posteriores y en el epílogo de la segunda edición alemana implora a los lectores que presten especial atención a las mediaciones entre esa antigua categoría y la que buscaba su propia teoría. para establecer. El concepto de valor de Marx no pretende ser un precio de equilibrio. No supone el equilibrio del mercado, pero pretende explicar cómo ocurre en la práctica el proceso de convergencia entre la oferta y la demanda, es decir, por qué la oferta y la demanda se encuentran en un precio determinado cuando se realiza una venta en un mercado específico.

## Crítica
La interpretación de Marx del valor desde la perspectiva de la sociedad en su conjunto resultó difícil de alcanzar para muchos críticos.[cita requerida] Marx intentó responderlas, en una carta a un amigo, el Dr. Louis Kugelmann:
"Toda esa palabrería sobre la necesidad de demostrar el concepto de valor proviene de una completa ignorancia tanto del tema tratado como del método científico. Todo niño sabe que una nación que dejara de trabajar, no diré durante un año, sino incluso durante una semana, perecería. Todo niño sabe también que las masas de productos que corresponden a diferentes necesidades requieren masas diferentes y cuantitativamente determinadas del trabajo total de la sociedad. Es evidente que esta necesidad de distribuir el trabajo social en proporciones determinadas no puede ser eliminada por una forma particular de producción social, sino que sólo puede cambiar el modo de su aparición. No se puede eliminar ninguna ley natural. Lo que puede cambiar en circunstancias históricamente diferentes es sólo la forma en que estas leyes se afirman. Y la forma en que se afirma esta distribución proporcional del trabajo, en un estado de sociedad donde la interconexión del trabajo social se manifiesta en el intercambio privado de los productos individuales del trabajo, es precisamente el valor de cambio de estos productos. "Donde entra la ciencia es para mostrar cómo se afirma la ley del valor." 
A pesar de estos comentarios, Marx ha sido fuertemente criticado por agregar la calificación "socialmente necesaria" al tiempo de trabajo por el filósofo libertario Robert Nozick en Anarquía, Estado y utopía, para quien es un aspecto "complementario" injustificado de la teoría de Marx.
Un debate en la economía marxista se refiere a la cuestión de si los valores de los productos formados y comercializados incluyen tanto el trabajo directo como el indirecto, o si estos valores de los productos se refieren sólo a los costos de producción promedio actuales (o al valor de los costos de reposición promedio actuales).
Mirowski (1989), por ejemplo, acusa a Marx de vacilar entre una teoría de campo (el tiempo de trabajo actualmente socialmente necesario) y una teoría sustancial del valor (el tiempo de trabajo encarnado ). Este tipo de crítica se debe a una confusión del proceso del trabajo en general (agregar uso a un producto, lo que bajo el capitalismo equivale a agregar valor a una mercancía) con la tarea de cuantificar el valor de cambio agregado.[cita requerida] El proceso general asigna tiempo de trabajo a una mercancía, y siempre que la mercancía funcione como tal, la cantidad de tiempo de trabajo es inmaterial (una incógnita abstracta, por así decirlo) y puede expresarse de muchas maneras, por ejemplo, "encarnada en", "adjunto a", "asociado con", etc. Cuantificar la cantidad de tiempo de trabajo asociado con las mercancías requiere centrarse en el carácter social y cambiante del trabajo socialmente necesario y, específicamente, reconocer que las cantidades son "actuales", es decir, que cambian incesantemente. El valor de hoy es diferente del de ayer y del de mañana, y la cantidad de valor sólo puede determinarse numéricamente sobre la base de un momento dado en el que los valores se realizan simultáneamente a precios específicos.[cita requerida]
Así, la teoría de Marx se interpreta mejor como una teoría de campo, pero por las razones que acabamos de exponer, modelar matemáticamente la determinación del valor mediante el tiempo de trabajo socialmente necesario es un ejercicio difícil, si no probablemente imposible.[cita requerida]

## Nota
El concepto de tiempo de trabajo socialmente necesario se discute en la lista OPE-L (Esquema de Economía Política) Archivado el 5 de noviembre de 2021 en Wayback Machine.

## Otras lecturas
- Roman Rosdolsky, The Making of Marx's Capital. Pluto Press.
- Moishe Postone, Time labour and social domination, (1993)
- I.I. Rubin, Essays on Marx's theory of value.
- Harvey, D. 2008 Reading Marx's Capital, Reading Marx’s Capital - Class 1, Introduction (video)
- Anwar Shaikh, Market value and Market Price
- W. Paul Cockshott and Allin F. Cottrell, Value's Law, Value's Metric, September 1994

- Makoto Itoh, Value and Crisis; Essays on Marxian Economics in Japan. Monthly Review Press.
- Abelardo Mariña-Flores, Market price of Production: Articulation of Market Value and Production Price as a Way for a Structural Interpretation of Disequilibrium in the Framework of the Law of Labour-Value
- James Heartfield, The Economy of Time
- P. Mirowski, More Heat than Light.  Cambridge: Cambridge University Press, 1989 ISBN 9780511559990.
- Klaus Hagendorf, The Labour Theory of Value. A Historical-Logical Analysis Paris: EURODOS Publication; 2008